# Blepharoneurinae
Sous-famille
Les Blepharoneurinae sont une sous-famille de diptères de la famille des Tephritidae (petites mouches aux ailes marquées de dessins souvent caractéristiques et inhabituels chez les mouches).

## Systématique
Cette sous-famille compte actuellement 5 genres, et 34 espèces.
Les 5 genres sont
- Baryglossa
- Blepharoneura
- Ceratodacus
- Hexaptilona
- Problepharoneura